# Jamie Redknapp
Jamie Frank Redknapp (født 25. juni 1973 i Barton on Sea, England) er en tidligere engelsk fodboldspiller (midtbane).
Redknapps karriere strakte sig over 16 år, og startede hos A.F.C. Bournemouth. I 1991 skiftede han til Liverpool F.C., der var hans klub de følgende 11 sæsoner. Her var han med til at vinde både FA Cuppen i 1992, Liga Cuppen i 1995 og UEFA Super Cuppen i 2001. Han blev ofte beskyldt for en useriøs tilgang til sin karriere, og for at bruge flere kræfter på aktiviteter uden for banen, end på at hjælpe Liverpool.
I 2002 forlod Redknapp Liverpool og skiftede til Tottenham Hotspur. Han spillede for London-klubben frem til 2005 og spillede 48 ligakampe for klubben. Han spillede et halvt år for klubben, inden han grundet sine mange skader og svigtende form måtte afslutte karrieren allerede som 31-årig.
Redknapp spillede desuden 17 kampe og scorede ét mål for det engelske landshold. Hans første landskamp var et opgør mod Colombia 6. september 1995, hans sidste en kamp mod Skotland 17. november 1999. Hans enlige scoring faldt i en 2-1-sejr over Belgien 10. oktober 1999.
Redknapp var en del af det engelske hold, der nåede semifinalerne ved EM i 1996 på hjemmebane. Han spillede dog kun én af landets kampe i turneringen, gruppespilssejren på 2-0 over Skotland.

## Titler
FA Cup
- 1992 med Liverpool F.C.

Football League Cup
- 1995 med Liverpool F.C.

UEFA Super Cup
- 2001 med Liverpool F.C.